# Sensorama
Il Sensorama è una macchina ideata per il cinema dell'esperienza creato da Morton Heilig nel 1957, era un oggetto che aveva:
- immagini stereo 3D (l'utente appoggiava il mento ed aveva il viso inserito in un cono visivo);
- vibrazioni;
- vento;
- feedback su un manubrio per ritornare;
- sensazione tattile di movimento;
- audio stereofonico;
- sistema per riprodurre i profumi, in modo da fornire sensibilità olfattiva.

## Storia
Heilig progettò la sua macchina contemporaneamente a cinque brevi film sperimentali, che mostrarono le caratteristiche della sua invenzione.
Il costo eccessivo, e l'assenza di finanziamenti da parte delle grandi case di produzione cinematografica statunitensi, posero fine alla sperimentazione.